# Diplotaxis punctata
Diplotaxis punctata är en skalbaggsart som beskrevs av Leconte 1856. Diplotaxis punctata ingår i släktet Diplotaxis och familjen Melolonthidae. Inga underarter finns listade i Catalogue of Life.